# Stavhopp för herrar i friidrott vid olympiska sommarspelen 1992
Stavhopp för herrar vid olympiska sommarspelen 1992 i Barcelona avgjordes 5-7 augusti. 

## Medaljörer
| Gren     | Guld                 | Guld   | Silver                | Silver | Brons                         | Brons  |
| Stavhopp | Maksim Tarasov · OSS | 5,80 m | Igor Trandenkov · OSS | 5,80 m | Javier García Chico · Spanien | 5,75 m |

## Resultat

### Final
- Hölls fredagen den 7 augusti 1992

| Placering | Final                     | Höjd   |
| --------- | ------------------------- | ------ |
|           | Maksim Tarasov (EUN)      | 5.80 m |
|           | Igor Trandenkov (EUN)     | 5.80 m |
|           | Javier García Chico (ESP) | 5.75 m |
| 4.        | Kory Tarpenning (USA)     | 5.75 m |
| 5.        | David Volz (USA)          | 5.65 m |
| 6.        | Asko Peltoniemi (FIN)     | 5.60 m |
| 7.        | Philippe Collet (FRA)     | 5.55 m |
| 8.        | Yevgeny Krasnov (ISR)     | 5.40 m |
| 9.        | István Bagyula (HUN)      | 5.30 m |
| 10.       | Alberto Ruiz (ESP)        | 5.30 m |
| —         | Sergey Bubka (EUN)        | NM     |
| —         | Tim Bright (USA)          | NM     |

### Kval
| Placering | Grupp A                   | Höjd   |
| --------- | ------------------------- | ------ |
| 1.        | Sergey Bubka (EUN)        | 5.60 m |
| 2.        | Kory Tarpenning (USA)     | 5.60 m |
| 3.        | Alberto Ruiz (ESP)        | 5.55 m |
| 4.        | David Volz (USA)          | 5.55 m |
| 5.        | Jean Galfione (FRA)       | 5.50 m |
| 6.        | Philippe d'Encausse (FRA) | 5.50 m |
| 6.        | Jani Lehtonen (FIN)       | 5.50 m |
| 8.        | Galin Nikov (BUL)         | 5.50 m |
| 9.        | Valeri Bukrejev (EST)     | 5.50 m |
| 10.       | Daniel Martí (ESP)        | 5.40 m |
| 11.       | Peter Widén (SWE)         | 5.40 m |
| 12.       | Doug Wood (CAN)           | 5.20 m |
| 12.       | Kersley Gardenne (MRI)    | 5.20 m |
| 14.       | Mike Edwards (GBR)        | 5.20 m |
| —         | Kim Chul-Kyun (KOR)       | NM     |
| —         | Paul Gibbons (NZL)        | NM     |
| —         | Hermann Fehringer (AUT)   | DNS    |

| Placering | Grupp B                    | Höjd      |
| --------- | -------------------------- | --------- |
| 1.        | Maksim Tarasov (EUN)       | 5.60 m    |
| 2.        | Yevgeny Krasnov (ISR)      | 5.60 m    |
| 3.        | Tim Bright (USA)           | 5.60 m    |
| 4.        | Igor Trandenkov (EUN)      | 5.60 m    |
| 5.        | Javier García Chico (ESP)  | 5.55 m    |
| 6.        | Asko Peltoniemi (FIN)      | 5.55 m    |
| 6.        | István Bagyula (HUN)       | 5.55 m    |
| 8.        | Philippe Collet (FRA)      | 5.55 m    |
| 9.        | Edgar Díaz (PUR)           | 5.50 m    |
| 10.       | Andrea Pegoraro (ITA)      | 5.40 m    |
| 11.       | Simon Arkell (AUS)         | 5.30 m    |
| 12.       | Christos Pallakis (GRE)    | 5.30 m    |
| 13.       | Photis Stephani (CYP)      | 5.20 m    |
| 14.       | Edward Lasquete (PHI)      | 5.00 m NR |
| 15.       | Nuno Fernandes (POR)       | 5.00 m    |
| —         | Aleksandrs Obižajevs (LAT) | NM        |
| —         | Hiroyuki Sano (JPN)        | NM        |
| —         | Thomas Riether (CHI)       | NM        |